# Kehiwin 123
Kehiwin 123 är ett reservat i Kanada.   Det ligger i provinsen Alberta, i den centrala delen av landet, 2 700 km väster om huvudstaden Ottawa.
I omgivningarna runt Kehiwin 123 växer i huvudsak blandskog. Trakten runt Kehiwin 123 är nära nog obefolkad, med mindre än två invånare per kvadratkilometer.